# Język minnański
Język minnański, minnan, min nan (min południowy) lub tajwański – język lub grupa blisko spokrewnionych języków (dialektów) wywodzących się z południa chińskiej prowincji Fujian. Język minnański należy do grupy min języków chińskich. Ma największą liczbę użytkowników spośród języków min; jest też najszerzej rozprzestrzenionym ich przedstawicielem.
Określenie Minnan oznacza południową część prowincji Fujian – Min (閩) to krótka nazwa prowincji, a nan (南) oznacza „południe”.
Obecnie minnański używany jest przede wszystkim na Tajwanie, gdzie jest językiem ojczystym dla 80% mieszkańców i gdzie używa się go obok oficjalnego języka mandaryńskiego. Minnański jest używany także we wschodnim Guangdongu (region Chaoshan), na wyspie Hajnan oraz w niektórych przybrzeżnych regionach prowincji Zhejiang i zachodniego Guangdongu, a także przez potomków emigrantów pochodzących z tych regionów (dominujący wśród Chińczyków w Azji Południowo-Wschodniej: Singapur, Malezja, Tajlandia, Filipiny).

## Główne odmiany
Najważniejsze dialekty języka minnan obejmują:
- xiamen posiadający dwie odmiany: amoy (miasto Xiamen) i fujian (hokkien), używany na Tajwanie
- leizhou – używany na półwyspie Leizhou
- chaoshan – posiadający dwie odmiany: teochew (chaozhou) oraz shantou
- hainan – na wyspie Hajnan
- longdu
- zhenan min[5]

Niektóre z tych dialektów cieszą się statusem standardów (odmian prestiżowych): w Fujianie i na Tajwanie standardem jest dialekt miasta Xiamen, we wschodnim Guangdongu dialekt Shantou (dawniej bardzo do niego zbliżony dialekt Chaozhou), na Hainanie – dialekt Haikou. Niekiedy nazwy „język minnan” używa się wyłącznie do określania odmian fujiańsko-tajwańskich, a inne dialekty traktowane są jako odrębne języki.

## Systemy zapisu
W formie pisanej język minnan funkcjonuje niemal wyłącznie na Tajwanie, gdzie do jego zapisu używa się pisma chińskiego z użyciem dodatkowych znaków do zapisu słów niespotykanych w standardowej chińszczyźnie lub alfabetu łacińskiego (transkrypcja pe̍h-ōe-jī). Po 1949 r. minnański był na Tajwanie dyskryminowany; władze Republiki Chińskiej faworyzowały język mandaryński, nazywany językiem krajowym (国语). Uczniowie w szkołach byli karani za używanie minnańskiego na lekcjach.
Minnański cieszy się rosnącą autonomią, używa się go w programach radiowych i telewizyjnych. Po niemal 50 latach oddzielenia od Chin, w odmiennych realiach politycznych, ewolucja języka sprawiła, że język minnański na Tajwanie różni się od tego używanego w prowincji Fujian. W mniejszym stopniu podobny proces dotknął także tajwańskiego wariantu mandaryńskiego.